# Mécia Lopes de Haro
Mécia Lopes de Haro (circa 1215 – Palencia, circa 1270) was van 1240 tot 1248 koningin-gemalin van Portugal. Ze behoorde tot het huis Haro.

## Levensloop
Mécia was de dochter van Lope Díaz II de Haro, heer van Biskaje, en diens echtgenote Urraca, een buitenechtelijke dochter van koning Alfons IX van León. Ze was een nicht van koning Ferdinand III van Castilië. 
Op 29 september 1234 huwde ze met Álvaro Pérez de Castro, een magnaat die betrokken was bij de uitbreiding van het koninkrijk Castilië richting het kalifaat Córdoba. Het huwelijk bleef kinderloos.
Na het overlijden van haar echtgenoot huwde Mécia rond het jaar 1240 met koning Sancho II van Portugal, zoon van koning Alfons II van Portugal en Urraca van Castilië, een tante van Ferdinand III. De legitimiteit van het huwelijk werd betwist omdat Mécia geen koninklijke prinses was en geen enkele band met Portugal had en omdat er tussen Mécia en Sancho II bloedverwantschap was. Ook het feit dat ze als weduwe geen maagdelijke bruid meer was, werd haar kwalijk genomen. Omdat ze zich liet omringen door een Castiliaanse hofhouding, keerden de Portugese adel en de bevolking zich snel van Mécia af. Ook de Portugese clerus verzette zich tegen het huwelijk van Sancho II en Mécia.
De broer van Sancho, Alfons, dreigde zijn positie als troonopvolger te verliezen als Mécia een mannelijke erfgenaam zou baren. Hij probeerde daarom het huwelijk van Sancho en Mécia te doen ontbinden door zich op hun bloedverwantschap te focussen, aangezien ze beiden van koning Alfons I van Portugal afstamden. Huwelijken binnen deze graad werden door de Rooms-Katholieke Kerk verboden, maar werden op het Iberisch Schiereiland getolereerd. Samen met Portugese bisschoppen klaagde Alfons dit aan bij paus Innocentius IV, die een bul uitvaardigde waarin hij het huwelijk veroordeelde en waarin hij Sancho dwong om zich van zijn echtgenote te scheiden. De paus stelde ook dat als Sancho zijn verantwoordelijkheid niet nam, er gepaste maatregelen zouden volgen. Sancho weigerde zijn vrouw te verstoten, waarna de paus het huwelijk besloot te annuleren.
Op 24 juli en 1 augustus 1245 vaardigde Innocentius IV twee buls uit, de ene gericht aan de Portugese adel en de andere aan de Portugese clerus, waarin hij de afzetting van Sancho II beval. In dezelfde periode werd Mécia door de Portugese edelman Raimundo Viegas de Portocarreiro en enkele mannen van Alfons ontvoerd en naar het Vila Nova-paleis in Ourém overgebracht. Sancho schaamde zich om de ontvoering en het feit dat hij niets kon doen om zijn vrouw te redden. Hij besloot te abdiceren als koning van Portugal ten voordele van zijn broer Alfons III en ging in ballingschap naar Toledo, waar hij in 1248 stierf.
Na haar ontvoering bleef Mécia in Ourém resideren. In 1270 stierf ze in Palencia, waar ze landerijen bezat. Mécia werd bijgezet in de Heilige Kruiskapel van het Benedictijnse Sint-Mariaklooster in Nájera.